# 我討厭男生
《我討厭男生》（英語："I Hate Boys"），是美國歌手克莉絲汀·阿奎萊拉的一首歌曲，收录于她的第6张录音室专辑《超·未·來》中。歌曲由阿奎萊拉、賈馬爾·瓊斯、伊斯特·迪恩、威廉·泰勒、比爾·威靈和J·J·杭特創作，其製作則由泰勒和波羅·達·唐完成。《我討厭男生》曲風為華麗搖滾和流行，混入了流行電音和城市流行的元素。歌詞上，歌曲表達了對壞男人的嘲弄與羞辱。
歌曲作為專輯的第2張以及最後一張單曲在澳大利亞和紐西蘭發行，獲得了樂評褒貶不一的評價，一些樂評認為這是一首“女性聖歌”，而另一些樂評則認為歌詞太中二，稱其為“湊數曲”。在專輯發行之後，歌曲空降韓國Gaon國際下載榜第51名。

## 背景與發行
起初，《我討厭男生》計畫由Le Tigre製作。然而，之後的製作名單中，歌曲由波羅·達·唐製作，Le Tigre僅參與了歌曲《姊妹們》。波羅·達·唐談及與阿奎萊拉合作的經歷表示“對於克莉絲汀·阿奎萊拉，你需要知道兩件事情：一件是，只要她在唱歌，她就像一隻專業受訓的動物一般。另一件是，她絕對很確切地知道自己想要什麼。”
在《激情變身夜》發行之後，歌曲在澳大利亞和紐西蘭作為專輯的第二張單曲發行。2010年9月3日，歌曲在iTunes Store作為數位單曲發行。

## 詞曲
《我討厭男生》由阿奎萊拉、賈馬爾·瓊斯、伊斯特·迪恩、威廉·泰勒、比爾·威靈和J·J·杭特創作，其製作則由泰勒和波羅·達·唐完成。《我討厭男生》取樣了英國電子團體電力椰子1973年歌曲《Jungle Juice》。歌曲曲風為華麗搖滾與流行，混入了流行電音和城市流行的元素。歌詞上，《我討厭男生》表達了對壞男人的嘲弄與羞辱。根據Idolator的貝姬·贝恩之說法，歌曲前奏的鼓點與凱蒂·佩芮的《親了一個拉拉》相似，她亦表示，歌曲的形式聽起來直接受到艾薇兒·拉維尼的《女朋友》影響。

## 曲目列表
數位下載
1. "I Hate Boys" – 2:24
2. "Not Myself Tonight" (Laidback Luke Radio Edit) – 3:39

## 榜單
在專輯《超·未·來》發行之後，歌曲空降韓國Gaon國際下載榜第51名。
| 榜單（2010年） | 最高 排位 |
| -------------- | --------- |
| Gaon國際下載榜 | 51        |

## 發行歷史
| 地區     | 日期          | 形式         | 廠牌         |
| -------- | ------------- | ------------ | ------------ |
| 澳大利亞 | 2010年6月28日 | 當代流行電台 | 索尼音樂娛樂 |
| 紐西蘭   | 2010年9月3日  | 數位下載     | RCA唱片      |
| 澳大利亞 | 2010年9月3日  | 數位下載     | RCA唱片      |